# 父與子 (小說)
《父與子》是俄國小說家伊凡·屠格涅夫的小說代表作，發表於1862年。書名的俄文名稱（Ottsy i Deti）的意思是「父與孩子」，但基於諧音關係，作品的英文名稱一般都譯作Fathers and Sons，即父與子。

## 歷史背景
小說裡父親與兒子代表著俄國兩代之間日益增長的代溝，兒子角色代表「首號激進份子」，他崇尚虛無主義和拒絕舊有的規則。而屠格涅夫寫《父與子》是想回應他在1830年代至1840年代所見到的自由主義和正增長的虛無主義運動兩者之間日益增長的文化分裂。
虛無主義和1830年代的自由主義都在俄國尋求西方社會的變革。還有，兩者思想對立出保守的斯拉夫派，他們深信俄國的軌道是建基於傳統的精神物—俄羅斯東正教會。
《父與子》被認為是俄國文學中首部現代小說（尼古萊·果戈理的《死靈魂》，是另一部主要的競爭作品，但一般則被認為它是類似但丁的《神曲》的詩或史詩）。
此外，小說帶出了雙重人物性格的研究，正如看到巴扎羅夫和阿爾卡狄的虛無主義對立的逐漸瓦解到他們情感的告白，尤其是當巴扎羅夫愛上了奧金左娃和費尼奇卡。這突出了人物雙重性的主題和而這深層的心理學洞察力也影響了之後更多俄國偉大小說的完成，最明顯就是反映在列夫·托爾斯泰和陀思妥耶夫斯基的小說中。
《父與子》也是第一部在西方國家有顯著地位的俄國作品，它得到不少著名小說家，好像福樓拜，莫泊桑和亨利·詹姆斯的認可，可見俄國文學首恩於伊凡·屠格涅夫不少。

## 故事概要
1859年5月，医科大学学生巴扎羅夫应同学阿爾卡狄之邀，到他父亲的庄园玛丽伊诺村做客，并受到阿爾卡狄的父亲尼古拉·彼得羅維奇的热情款待。
但阿爾卡狄的伯父帕維爾·彼得羅維奇却对客人很不以为然，认为他是个否定一切的虛無主義者。于是，在善于批判一切的平民知识分子巴扎羅夫和顽固守旧的贵族知识分子帕維爾之间，开始了一场激烈的论战，论题涉及俄国人民、社会制度、科学与艺术等问题。
此后，在省城的一次舞会上，巴扎羅夫结识了年轻貌美的女贵族安娜·谢尔盖耶芙娜·奥金左娃，对其一见钟情，但他的爱却遭到拒绝。
一天早上，失恋的巴扎羅夫在灌木丛里偶遇年轻貌美的費尼奇卡(尼古拉·彼得羅維奇的情人)——捧着一大把鲜花，便情不自禁地亲吻了她，这一切被躲在灌木丛后的帕維爾看在眼里。帕維爾自己对費尼奇卡觊觎已久，因为他觉得她长的有些像他青年时代的一个恋人。因此，便提出要和巴扎羅夫决斗。帕維爾在决斗中受了伤。
巴扎羅夫于决斗次日动身回家，回到故乡帮助父亲为乡亲看病。时隔不久，他在一次医疗中不幸感染患者的病毒，危在旦夕。奥金左娃闻讯后前来看他，吻别了行将死去的情人的前额。就这样，巴扎羅夫在“许多事还没有来得及做，生命就已经结束了”的叹息中郁郁而终。
他死后，他父亲向社会发出了强烈的“抗议”。此后，尼古拉和費尼奇卡正式结婚；帕維爾移居国外；阿爾卡狄娶了奥金左娃的妹妹卡捷琳娜；奥金左娃则嫁给了一个法学家；而巴扎羅夫则孤零零地躺在坟墓里，只有他年迈的父亲和母亲不时前来探望一下。

## 主要人物
- 葉夫根尼·瓦西里伊奇·巴扎羅夫（Yevgeny Vasil'evich Bazarov）：虛無主義者，醫科畢業生。作為一個虛無主義者、唯物主义者和自然科学工作者，他是阿爾卡狄的精神支柱，他挑戰基爾薩諾夫兄弟的自由理念和其父母的傳統俄國觀念思想。

- 阿爾卡狄·尼古拉維奇·基爾沙諾夫（Arkady Nikolaevich Kirsanov）：聖彼得堡大學的畢業生，巴扎羅夫的朋友。他也是個虛無主義者，但他的信念似乎來都是源於他敬佩的巴扎羅夫，而非他自己的信念。

- 尼古拉·彼得羅維奇·基爾沙諾夫（Nikolai Petrovich Kirsanov）：阿爾卡狄的父親，也是一個地主，信奉自由主義。故事開始，他羞於承認他的愛人費尼奇卡，因為費尼奇卡不是貴族，但隨著虛無主義者提出實踐中的理想例子，還有最後得到他的哥哥贊成，他娶了費尼奇卡。

- 帕維爾·彼得羅維奇·基爾沙諾夫（Pavel Petrovich Kirsanov）：尼古拉的哥哥，自由派贵族知识分子，有著貴族的自負，他為自己的高尚而驕傲，但像他的弟弟一樣具改革理念。雖然他能勉強容忍虛無主義，但他對巴扎羅夫沒有什麼好感。

- 瓦西里·伊凡內奇·巴扎羅夫（Vasily Ivanovich Bazarov）：巴扎羅夫的父親，一位退休的軍醫，也是一個小鄉村的土地/農奴的主人。雖然他受過教育和有知識，但像故事裡的很多角色，因為長期住在鄉村令他與現代觀念失去接觸。所以他仍然忠於傳統思想，尤其體現在奉獻給上帝和他兒子這方面。

- 阿琳娜·弗拉西耶芙娜·巴扎羅夫（Arina Vlas'evna Bazarova）：巴扎羅夫的母親，15世紀俄國式貴族的傳統女人，也是東正教的虔誠追隨者，她穿梭於民間的傳說和謬誤說法。她深愛她的兒子，但也害怕他，因為巴扎羅夫總是拒絕她的信念。

- 安娜·谢尔盖耶芙娜·奥金左娃（Anna Sergeevna Odintsova）：一位富有的寡婦，她用她的遺產來招待那些虛無主義的朋友。她愛上巴扎羅夫，但她不能承認她的愛，因為她恐懼這些會帶來的混亂。她對巴扎羅夫的愛正是挑戰巴扎羅夫拒絕一切既有秩序的虛無主義理想。

- 卡捷琳娜·谢尔盖耶芙娜·奥金左娃（Katya Sergeevna Odintsova）：安娜的妹妹，她有些像阿爾卡狄，雖然和她姐姐舒適地生活著，但她缺乏信心，發覺自己很難逃離安娜的影子。而這膽怯最後令她和阿爾卡狄的愛情也慢慢認識自己。

- 費尼奇卡·費多西婭·尼古拉耶芙娜（Fenichka Fedosya Nikolaevna ）：尼古拉的僕人，與尼古拉相愛，並擔起照顧（與尼古拉生的）私生子的責任。他們婚姻隱含的障礙是因為他們是不同的階層人士，又尼古拉之前的婚姻仍負擔著「傳統主義」的價值觀。

- 西特尼科夫（Viktor Sitnikov）：巴扎羅夫的朋友，傲慢和有小小愚笨，他支持民粹主義理想和團體。

## 主題

### 犯罪與救贖
有次，巴扎羅夫（典型的虛無主義者）與帕維爾（1840年代典型的自由主義者）爭吵關於虛無主義的本性和其對俄國的用處，這象徵了父親（即1840年代的自由主義者）與他們那些虛無主義者「兒子」間的鬥爭，“貴族制度、自由主義、進步、原則……”巴扎羅夫說道。“試想，這麼多外國字眼……和沒用的字詞！”，他認為這些對於俄國人來說是一點用處也沒有。
巴扎羅夫告訴帕維爾他將會放棄虛無主義當帕維爾可以證明到“一個同時代的團體，無論是在家庭還是在社會領域，都不應該得到專制和無情的拒絕。” 儘管巴扎羅夫完全蔑視一切與傳統俄羅斯有關的事物，但他仍然相信在純科學裡是有宗旨和價值的。

### 人的情感和愛情救贖
巴扎羅夫的虛無主義崩潰於人類情感的面前，尤其是他對安娜·奧金左娃的那份愛。他的虛無主義無法解釋他那暗戀所帶給他的傷害，而這也帶給他那沒能力抗衡的絕望。 
巴扎羅夫在安娜·奧金左娃拒絕他之後，返回自己的家。他向阿爾卡狄投訴說“…他們，就是，我的父母，整天在忙碌；但他們並不去想一想自己的渺小；他們一點都不在乎…那時我…我只覺得厭倦和生氣。”他的理論不能解釋為什麼他的情感挫敗了他和使他沉沒入苦悶和厭倦裡。
然後是令人捉摸不透的安娜·奧金左娃，一個出身卑微的美麗年輕女子。因丈夫的去世，她繼承了一個極為舒適和與世隔絕的宏偉的田莊，並生活在那裡。一封與小說出版同年的信裡，屠格涅夫透露他構想的安娜是“代表我們的空閒、做夢、好奇和冷酷享樂主義的年輕女士們，我們的女貴族。”至於巴扎羅夫這角色，屠格涅夫的小說創作則呈現了自己的生活，並用聰明的組織去構造一個複雜而令人費解的人物。 
明顯地為了滿足那獨立枯燥的生活，安娜·奧金左娃發現自己越來越被率直、不同信仰、聰明的巴扎羅夫吸引著。她幾乎無意地去誘惑巴扎羅夫，並使他一步步地走向她，向她表白。在與巴扎羅夫一起時，安娜承認她非常“不快樂”，這使她沒有慾望再“繼續下去”，她渴望有一個“強烈的依戀”，那是“所有或什麼也沒有。一命換一命。你獲得我的，你放棄你的，沒有遺憾，沒有回頭的餘地。”
接著，當巴扎羅夫屈從和承認他的愛後，安娜·奧金左娃卻殘忍地拒絕了他。其後她很痛苦，當她覺得可能丟掉了一個真正戀愛的機會時，她會怪責自己和為自己辨駁。最後她有了決定，對自己說“不。神知道祂什麼時候要帶領；一定不會要鬧出這種事。”
相反地，屠格涅夫讓我們看到，阿爾卡狄和尼古拉的傳統幸福婚姻和遺產管理，以解決巴扎羅夫的無限絕望和安娜沒有愛情慰藉的人生。（最後阿爾卡狄與安娜·奧金左娃的妹妹卡捷琳娜結了婚，雖然他原本愛的是安娜）。而巴扎羅夫和老一輩間的衝突，就在他和帕維爾傾談時觸發了之間的決鬥。 
最後，屠格涅夫也推倒了巴扎羅夫的“無意義原則”，也就是虛無主義思想的生活是完全的無意義和死後沒有任何東西能留下：在巴扎羅夫離開家人後，後來再返回時，他因得了斑疹傷寒而死去。書的最後一節描述巴扎羅夫的父母去他的墓前探望他。
他們拖著沉重的腳步，相互攙扶著，慢慢走近鐵柵，然后跪在地上一段長時間、痛苦地哭泣，並仔細地望著那蓋著他們兒子的石板，他們交換幾句簡短的話語，抹去石板上的塵土，理了理松樹的枝梢，然後再祈禱；他們捨不下這個地方，他們覺得在這里離他們的兒子，兒子的回憶近些……難道他們的祈禱、他們的淚水是沒用的？難道愛，神聖，真摯的愛都不是萬能的？哦，不！
他們的愛令他們記著巴扎羅夫：他已經超越死亡，只是透過其他人的愛而已。費奧多爾·陀思妥耶夫斯基看了《父與子》，似乎很欣賞巴扎羅夫這角色，於是探查了一個類似的主題，寫了《罪與罰》拉斯科利尼科夫的信仰救贖（透過耶穌的愛）。